# Coppa dei Campioni d'Africa 1989
La Coppa dei Campioni d'Africa 1989 è stata la venticinquesima edizione del massimo torneo calcistico africano per squadre di club maggiori maschili.

## Risultati
Fonte:

### Turno preliminare
| Squadra 1           | Totale | Squadra 2          | Andata | Ritorno |
| ------------------- | ------ | ------------------ | ------ | ------- |
| Sony Elá Nguema     | 1 - 4  | Anges de Fatima    | 1 - 0  | 0 - 4   |
| Mbabane Highlanders | 2 - 0  | Pan African        | 2 - 0  | [ 2 ]   |
| Matlama             | 1 - 5  | BDF XI             | 0 - 1  | 1 - 4   |
| Mighty Blackpool    | a tav. | Benfica de Bissau  |        |         |
| St. Louis Suns Utd  | 1 - 0  | COSFAP             | 0 - 0  | 1 - 0   |
| Zumunta             | 1 - 3  | Étoile Ouagadougou | 0 - 2  | 1 - 1   |

### Sedicesimi di finale
| Squadra 1         | Totale          | Squadra 2           | Andata | Ritorno |
| ----------------- | --------------- | ------------------- | ------ | ------- |
| AFC Leopards      | 1 - 1           | Inter Star          | 0 - 0  | 1 - 1   |
| Desportivo Maputo | 3 - 3           | Zimbabwe Saints     | 2 - 2  | 1 - 1   |
| Djoliba           | 0 - 0           | Horoya              | 1 - 0  | 0 - 0   |
| ES Sétif          | 0 - 0 (3-5 dcr) | Mighty Blackpool    | 1 - 0  | 0 - 1   |
| Espérance         | 2 - 1           | Étoile Ouagadougou  | 2 - 1  | 0 - 0   |
| Express           | 5 - 2           | Mbabane Highlanders | 4 - 0  | 0 - 2   |
| Fire Brigade      | 2 - 0           | St. Louis Suns Utd  | 1 - 0  | 1 - 0   |
| Inter Brazzaville | 4 - 3           | Petro Atlético      | 2 - 1  | 2 - 2   |
| Iwuanyanwu        | 4 - 1           | Mighty Barrolle     | 4 - 1  | 0 - 0   |
| JAC               | 1 - 1 (5-3 dcr) | Africa Sports       | 0 - 1  | 1 - 0   |
| MC Oran           | a tav.          | Al-Ittihad Tripoli  |        |         |
| Nkana Red Devils  | 5 - 2           | BDF XI              | 4 - 1  | 1 - 1   |
| Raja Casablanca   | 2 - 1           | Jeanne d'Arc        | 2 - 0  | 0 - 1   |
| Tonnerre Yaoundé  | 5 - 0           | Anges de Fatima     | 2 - 0  | 3 - 0   |
| Vita Club         | 6 - 1           | Mukungwa            | 4 - 0  | 2 - 1   |
| Zamalek           | 2 - 2           | Al-Mourada          | 2 - 1  | 0 - 1   |

### Ottavi di finale
| Squadra 1        | Totale          | Squadra 2         | Andata | Ritorno |
| ---------------- | --------------- | ----------------- | ------ | ------- |
| AFC Leopards     | 1 - 3           | Al-Mourada        | 1 - 0  | 0 - 3   |
| Iwuanyanwu       | 3 - 3 (4-5 dcr) | Inter Brazzaville | 2 - 1  | 1 - 2   |
| MC Oran          | 5 - 4           | Espérance         | 2 - 3  | 3 - 1   |
| Mighty Blackpool | 2 - 1           | Djoliba           | 2 - 1  | 0 - 0   |
| Nkana Red Devils | 8 - 3           | Fire Brigade      | 5 - 1  | 3 - 2   |
| Raja Casablanca  | 1 - 1           | JAC               | 0 - 0  | 1 - 1   |
| Vita Club        | 2 - 4           | Tonnerre Yaoundé  | 1 - 1  | 1 - 3   |
| Zimbabwe Saints  | 1 - 1 (4-3 dcr) | Express           | 0 - 1  | 1 - 0   |

### Quarti di finale
| Squadra 1        | Totale | Squadra 2         | Andata | Ritorno |
| ---------------- | ------ | ----------------- | ------ | ------- |
| Al-Mourada       | 1 - 4  | MC Oran           | 1 - 0  | 0 - 4   |
| Raja Casablanca  | 2 - 1  | Inter Brazzaville | 2 - 0  | 0 - 1   |
| Mighty Blackpool | 1 - 4  | Tonnerre Yaoundé  | 0 - 1  | 1 - 3   |
| Zimbabwe Saints  | 3 - 6  | Nkana Red Devils  | 0 - 0  | 1 - 2   |

### Semifinali
| Squadra 1        | Totale | Squadra 2        | Andata | Ritorno |
| ---------------- | ------ | ---------------- | ------ | ------- |
| Nkana Red Devils | 3 - 6  | MC Oran          | 1 - 0  | 2 - 5   |
| Raja Casablanca  | 4 - 2  | Tonnerre Yaoundé | 2 - 0  | 2 - 2   |

### Finale

#### Andata
| Arbitro: | Sène |

|            |           |  |
| Diagne 50’ | Marcatori |  |

#### Ritorno
| Arbitro: | Hafez |

|                             |                      |                             |
| Sebbah 43’ (rig.)           | Marcatori            |                             |
| Sebbah Benhalima Maroc Bott | Tiri di rigore 2 – 4 | Diagne Khalif Kadmiri Madih |